# Unidos do Poço
O Grêmio Recreativo Escola de Samba Unidos do Poço é uma escola de samba da cidade de Maceió, no estado de Alagoas. É a escola mais antiga de Maceió, fundada em 15 de novembro de 1955, sendo 29 vezes campeã do carnaval maceioense.
A escola manteve-se inativa desde a morte da então presidente da agremiação, dona Célia Xuxu, em 2007, até 2010.
Retornou em 2011 com um enredo que abordava a dança.

## Presidentes
| Período | Presidente | Ref. |
| ------- | ---------- | ---- |
| ?-?     | Célia Xuxu |      |
| 2010-?  |            |      |

## Carnavais
| Ano                            | Colocação     | Grupo | Enredo | Carnavalesco | Ref         |
| ------------------------------ | ------------- | ----- | --- | ------------ | ----------- |
| 1999                           | Não desfilou  |       | |              |             |
| 2000                           | Vice-campeã   | I     | Do Comércio à Boemia, Jaraguá Cai na Folia                                                                            |              |             |
| 2001                           | Não desfilou  |       | |              |             |
| 2002                           | Não desfilou  |       | |              |             |
| 2003                           | 4º lugar      | I     | O Saudoso Mestre do Folclore Alagoano                                                                                 |              |             |
| Não desfilou entre 2006 e 2010 |               |       | |              |             |
| 2011                           | 3º lugar      | Único | O samba ao tango você encanta a avenida, exaltando a folia de rua a beleza artística suntuosidade dos antigos salões  |              |             |
| 2014                           | 4º lugar      | Único | Do samba ao tango você encanta a avenida, exaltando a folia de rua a beleza artística suntuosidade dos antigos salões |              | [ 3 ] [ 4 ] |
| 2015                           | Sem avaliação | Único | A Terra como fonte de vida, um dos principais bens ofertados pela natureza ao desenvolvimento humano                  |              | [ 5 ]       |